# L'incoronazione di Napoleone
L'incoronazione di Napoleone (Le Sacre de Napoléon) è un dipinto a olio su tela (610x970 cm) realizzato tra il 1805 e il 1807 dal pittore Jacques-Louis David. È conservato nel museo del Louvre di Parigi. Una copia è conservata anche alla Reggia di Versailles, un'altra copia è conservata nella Oldway Mansion di Paignton nel Devon.
Il dipinto rappresenta l'incoronazione di Napoleone Bonaparte e di Giuseppina di Beauharnais il 2 dicembre 1804.
David qui ritrae il momento dell'incoronazione di Napoleone, con ben 190 altri spettatori raffigurati nell’opera, tutte persone realmente esistite. Tutti gli sguardi si concentrano sulla corona, che Napoleone tiene alta nelle mani, per incoronarsi davanti alla moglie Giuseppina. C'è una grande attenzione e minuzia nella realizzazione di tutti i particolari e nella esaltazione dei simboli imperiali.

## Storia

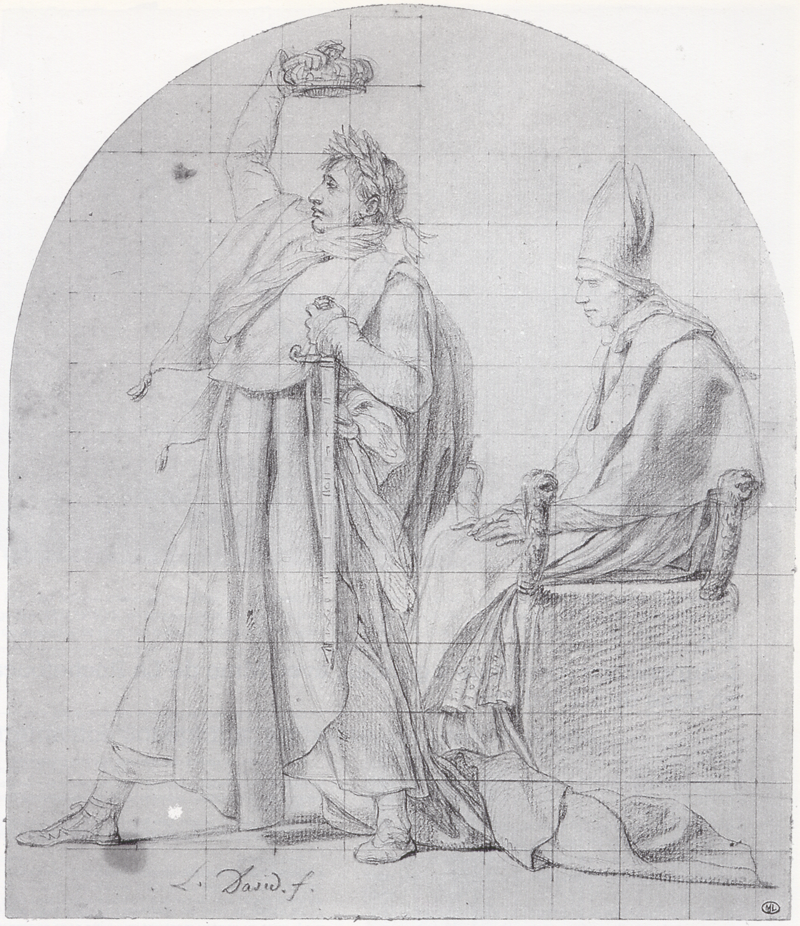
Bozzetto di David per l'incoronazione di Napoleone

Il lavoro viene ordinato oralmente da Napoleone nel settembre 1804 a David il quale iniziò i lavori il 21 dicembre 1805 nella cappella del College de Cluny, vicino all'attuale Sorbona, che fungeva da suo laboratorio. Assistito dal suo allievo Georges Rouget, pone gli ultimi ritocchi nel novembre 1807 e dal 7 febbraio al 21 marzo 1808, l'opera viene esposta presso il salone annuale di pittura; la tela, ad ogni modo, rimase sino al 1819 di proprietà di David, data nella quale l'opera venne trasferita al Louvre dove rimane nei magazzini sino al 1837 per espressa volontà di Luigi XVIII e Carlo X di Francia. Per ordine del nuovo sovrano Luigi Filippo, il quadro viene spedito al museo del palazzo di Versailles dove rimane sino al 1889 quando l'opera viene nuovamente inviata al museo del Louvre.

## Descrizione
La scena si svolge il 2 dicembre 1804 nella Cattedrale di Notre Dame a Parigi, a differenza di tutte le altre incoronazioni di re francesi realizzate nella Cattedrale di Reims. È questo il primo simbolo secondo il quale Napoleone era intenzionato a rompere con la tradizione delle monarchie dell'ancien regime, svolgendo poi la famosa auto-incoronazione che è ben visibile, col papa Pio VII seduto sulla destra benedicente e quasi impotente di fronte al gesto dell'Imperatore, tanto che quest'ultimo gli dà anche le spalle. Napoleone, al centro della scena, appare in atteggiamento quasi sacrale in quanto è monarca della legge divina ed egli stesso deve obbedienza a Dio. Il classicismo dell'ambiente, i decori e la corona d'alloro, riflettono inoltre il fascino di Napoleone per i fasti e le glorie dell'Impero romano. La presenza di dignitari, come pure la famiglia Bonaparte, mostra il supporto per il nuovo regime. Essi costituiscono la nuova nobiltà dell'Impero francese (ufficialmente istituita nel 1808).

### I personaggi

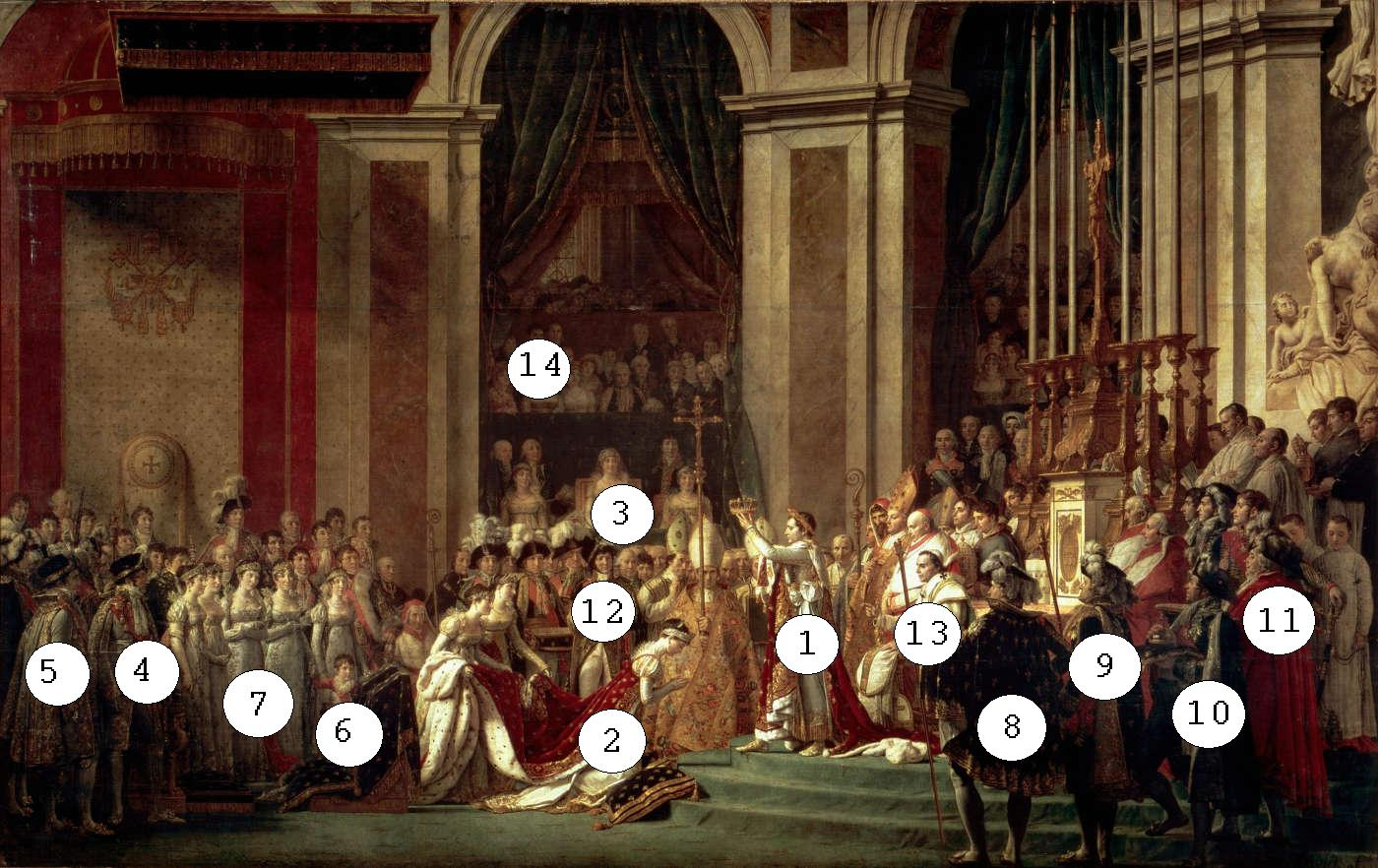
I personaggi

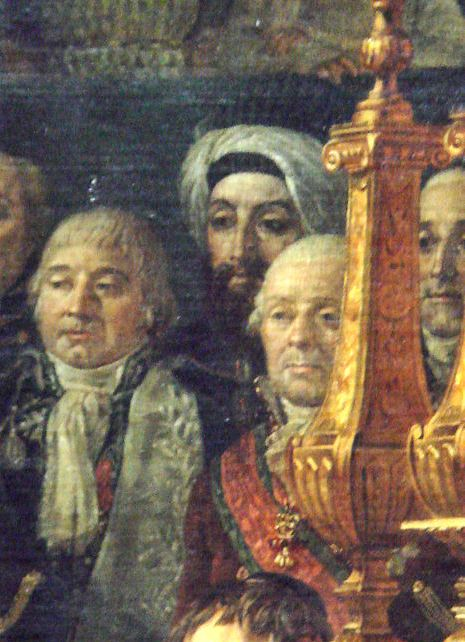
Halet Efendi, l'ambasciatore dell'Impero Ottomano

1. Napoleone (1769-1821) è in piedi in abito di incoronazione.
2. Giuseppina di Beauharnais (1763-1814): è in ginocchio. Ha ricevuto la corona dalle mani di suo marito e non dal Papa. Il vestito è decorato con seta da disegni di Jean-François Bony.
3. Maria Letizia Ramolino (1750-1836), madre di Napoleone. In realtà ella non fu presente alla cerimonia d'incoronazione come protesta personale verso il matrimonio del monarca con Josephine. Fu Napoleone stesso che, visitando il laboratorio del pittore, gli impose di rappresentare anche la madre assente, asserendo che i posteri non avrebbero compreso la sua assenza in un momento così fondamentale per l'Impero.
4. Luigi Bonaparte, (1778-1846); all'inizio dell'Impero ricevette il titolo di Gran Connestabile. Re d'Olanda nel 1806, sposò Ortensia di Beauharnais, figlia di Josephine.
5. Giuseppe Bonaparte (1768-1844): dopo l'incoronazione, egli ricevette il titolo di principe imperiale. Fu poi re di Napoli nel 1806 e re di Spagna nel 1808.
6. Il giovane Napoleone Carlo (1802-1807), figlio di Luigi Bonaparte e di Ortensia de Beauharnais.
7. Le sorelle di Napoleone (Elisa, Paolina, Carolina) vestite in Stile Impero.
8. Charles-François Lebrun (1739-1824): terzo console al fianco di Napoleone Bonaparte e Cambacérès. Sotto il primo impero, occupò il posto di principe-arcitesoriere. Tiene tra le mani lo scettro da recare all'Imperatore.
9. Jean-Jacques Régis de Cambacérès (1753-1824): principe-arcicancelliere dell'Impero. Tiene tra le mani lo scettro con la mano della giustizia da recare all'Imperatore.
10. Louis Alexandre Berthier (1753-1815): Ministro della guerra sotto il consolato e poi Maresciallo dell'Impero nel 1805. Ha tra le mani il globo imperiale da recare all'Imperatore.
11. Charles-Maurice de Talleyrand-Périgord (1754-1838): Gran Ciambellano dall'11 luglio 1804. Insieme a Berthier, Lebrun e Cambacérès indossa abiti dei tempi di Enrico IV, previsti dal cerimoniale dell'incoronazione.
12. Gioacchino Murat (1767-1815): Maresciallo dell'Impero, re di Napoli dopo il 1808, cognato di Napoleone e marito di Carolina Bonaparte.
13. Papa Pio VII (1742-1823), semplicemente benedicente l'incoronazione. Egli è circondato da numerosi dignitari ecclesiastici. È affiancato da Giovanni Battista Caprara, cardinale e arcivescovo di Milano, una delle principali città dell'Impero.
14. Il pittore Jacques-Louis David in un autoritratto.